# Tony Award al miglior libretto di un musical
Il Tony Award al miglior libretto (Tony Award for Best Book of a Musical) è un riconoscimento teatrale presentato dal 1949 che viene consegnato ai migliori librettisti e sceneggiatori per un musical. Questo premio era originariamente chiamato Tony Award al miglior autore, finché il teatro musicale  e quello di prosa formarono due categorie differenti per le premiazioni dei Tony Award. 

## Vincitori e candidati

### Anni 1940
- 1949: Kiss Me, Kate – Samuel e Bella Spewack
  - Nessuna nomination

### Anni 1950
- 1950: South Pacific – Oscar Hammerstein e Joshua Logan
  - Nessuna nomination

### Anni 1960
- 1962: How to Succeed in Business Without Really Trying – Abe Burrows, Jack Weinstock e Willie Gilbert
  - Carnival! – Michael Stewart e Helen Deutsch
- 1963: A Funny Thing Happened on the Way to the Forum – Burt Shevelove e Larry Gelbart
  - Oliver! – Lionel Bart
  - Little Me – Neil Simon
  - Stop the World – I Want to Get Off – Leslie Bricusse e Anthony Newley
- 1964: Hello, Dolly! – Michael Stewart
  - The Girl Who Came to Supper – Noël Coward e Harry Kurnitz
  - She Loves Me – Joe Masteroff
  - High Spirits – Hugh Martin e Timothy Gray
- 1965: Fiddler on the Roof – Joseph Stein
  - Baker Street – Jerome Coopersmith
  - Half a Sixpence – Beverley Cross
  - Ben Franklin in Paris – Sidney Michaels

### Anni 1970
- 1971: Company – George Furth
  - The Me Nobody Knows – Robert H. Livingston e Herb Schapiro
  - The Rothschilds – Sherman Yellen
- 1972: Two Gentlemen of Verona – John Guare e Mel Shapiro
  - Ain't Supposed to Die a Natural Death – Melvin Van Peebles
  - Follies – James Goldman
  - Grease – Jim Jacobs e Warren Casey
- 1973: A Little Night Music – Hugh Wheeler
  - Don't Bother Me, I Can't Cope – Micki Grant
  - Don't Play Us Cheap – Melvin Van Peebles
  - Pippin – Roger O. Hirson
- 1974: Candide – Hugh Wheeler
  - Raisin – Robert Nemiroff e Charlotte Zaltzberg
  - Seesaw – Michael Bennett
- 1975: Shenandoah – James Lee Barrett, Peter Udell e Philip Rose
  - Mack and Mabel – Michael Stewart
  - The Lieutenant – Gene Curty, Nitra Scharfman, e Chuck Strand
  - The Wiz – William F. Brown

- 1976: A Chorus Line – James Kirkwood Jr. e Nicholas Dante
  - Chicago – Fred Ebb e Bob Fosse
  - Pacific Overtures – John Weidman
  - The Robber Bridegroom – Alfred Uhry
- 1977: Annie – Thomas Meehan
  - Happy End? – Elisabeth Hauptmann e Michael Feingold
  - I Love My Wife – Michael Stewart
  - Your Arm's Too Short to Box with God – Vinnette Justine Carroll
- 1978: On the Twentieth Century – Betty Comden and Adolph Green
  - A History of the American Film – Christopher Durang
  - Runaways – Elizabeth Swados
  - Working – Stephen Schwartz
- 1979: Sweeney Todd – Hugh Wheeler
  - Ballroom – Jerome Kass
  - The Best Little Whorehouse in Texas – Larry L. King e Peter Masterson
  - They're Playing Our Song – Neil Simon

### Anni 1980
- 1980: Evita – Tim Rice
  - A Day in Hollywood/A Night in the Ukraine – Dick Vosburgh
  - Barnum – Mark Bramble
  - Sugar Babies – Ralph G. Allen e Harry Rigby
- 1981: Woman of the Year – Peter Stone
  - 42nd Street – Michael Stewart e Mark Bramble
  - The Moony Shapiro Songbook – Monty Norman e Julian More
  - Tintypes – Mary Kyte
- 1982: Dreamgirls – Tom Eyen
  - Joseph and the Amazing Technicolor Dreamcoat – Tim Rice
  - Nine – Arthur Kopit
  - The First – Joel Siegel e Martin Charnin
- 1983: Cats – T. S. Eliot
  - A Doll's Life – Betty Comden e Adolph Green
  - Merlin – Richard Levinson e William Link
  - My One and Only – Peter Stone e Timothy S. Mayer
- 1984: La Cage aux Folles – Harvey Fierstein
  - Baby – Sybille Pearson
  - Sunday in the Park with George – James Lapine
  - The Tap Dance Kid – Charles Blackwell

- 1985: Big River – William Hauptman
  - Grind – Fay Kanin
  - Harrigan and Hart – Michael Stewart
  - Quilters – Molly Newman e Barbara Damashek
- 1986: The Mystery of Edwin Drood – Rupert Holmes
  - Big Deal – Bob Fosse
  - Singin' in the Rain – Betty Comden e Adolph Green
  - Wind in the Willows – Jane Iredale
- 1987: Les Misérables – Alain Boublil e Claude-Michel Schönberg
  - Me and My Girl – L. Arthur Rose, Douglas Furber, Stephen Fry e Mike Ockrent
  - Rags – Joseph Stein
  - Smile – Howard Ashman
- 1988: Into the Woods – James Lapine
  - The Gospel at Colonus – Lee Breuer
  - The Phantom of the Opera – Richard Stilgoe e Andrew Lloyd Webber
  - Romance/Romance – Barry Harman

### Anni 1990
- 1990: City of Angels – Larry Gelbart
  - Aspects of Love – Andrew Lloyd Webber
  - Grand Hotel – Luther Davis
  - Meet Me in St. Louis – Hugh Wheeler
- 1991: The Secret Garden – Marsha Norman
  - Miss Saigon – Alain Boublil e Claude-Michel Schönberg
  - Once on This Island – Lynn Ahrens
  - The Will Rogers Follies – Peter Stone
- 1992: Falsettos – William Finn e James Lapine
  - Crazy for You – Ken Ludwig
  - Five Guys Named Moe – Clarke Peters
  - Jelly's Last Jam – George C. Wolfe
- 1993: Kiss of the Spider Woman – Terrence McNally
  - Anna Karenina – Peter Kellogg
  - Blood Brothers – Willy Russell
  - The Who's Tommy – Pete Townshend e Des McAnuff
- 1994: Passion – James Lapine
  - Beauty and the Beast – Linda Woolverton
  - Cyrano: The Musical – Koen van Kijk
  - A Grand Night for Singing – Walter Bobbie

- 1995: Sunset Boulevard – Don Black e Christopher Hampton
  - Nessuna nomination
- 1996: Rent – Jonathan Larson
  - Big: The Musical – John Weidman
  - Bring in 'Da Noise, Bring in 'Da Funk – Reg E. Gaines
  - Chronicle of a Death Foretold – Graciela Daniele, Jim Lewis e Michael John LaChiusa
- 1997: Titanic – Peter Stone
  - Jekyll & Hyde – Leslie Bricusse
  - The Life – David Newman, Ira Gasman e Cy Coleman
  - Steel Pier – David Thompson
- 1998: Ragtime – Terrence McNally
  - The Lion King – Roger Allers e Irene Mecchi
  - The Scarlet Pimpernel – Nan Knighton
  - Side Show – Bill Russell
- 1999: Parade – Alfred Uhry
  - Footloose – Dean Pitchford e Walter Bobbie
  - It Ain't Nothin' But the Blues – Charles Bevel, Lita Gaithers, Randal Myler, Ron Taylor e Dan Wheetman
  - Marlene – Pam Gems

### Anni 2000
- 2000: James Joyce's The Dead – Richard Nelson
  - Contact – John Weidman
  - Marie Christine – Michael John LaChiusa
  - The Wild Party – Michael John LaChiusa e George C. Wolfe
- 2001: The Producers – Mel Brooks e Thomas Meehan
  - A Class Act – Linda Kline e Lonny Price
  - The Full Monty – Terrence McNally
  - Jane Eyre – John Caird
- 2002: Urinetown – Greg Kotis
  - Mamma Mia! – Catherine Johnson
  - Sweet Smell of Success – John Guare
  - Thoroughly Modern Millie – Richard Morris e Dick Scanlan
- 2003: Hairspray – Thomas Meehan e Mark O'Donnell
  - Amour – Didier Van Cauwelaert e Jeremy Sams
  - Flower Drum Song – David Henry Hwang
  - A Year With Frog and Toad – Willie Reale
- 2004: Avenue Q – Jeff Whitty
  - The Boy from Oz – Martin Sherman e Nick Enright
  - Caroline, or Change – Tony Kushner
  - Wicked – Winnie Holzman

- 2005: The 25th Annual Putnam County Spelling Bee – Rachel Sheinkin
  - Dirty Rotten Scoundrels – Jeffrey Lane
  - The Light in the Piazza – Craig Lucas
  - Monty Python's Spamalot – Eric Idle
- 2006: The Drowsy Chaperone – Bob Martin e Don McKellar
  - The Wedding Singer – Chad Beguelin e Tim Herlihy
  - Jersey Boys – Marshall Brickman e Rick Elice
  - The Color Purple – Marsha Norman
- 2007: Spring Awakening – Steven Sater
  - Legally Blonde - Heather Hach
  - Curtains - Rupert Holmes & Peter Stone
  - Grey Gardens - Doug Wright
- 2008: Passing Strange – Stew
  - Cry-Baby – Thomas Meehan e Mark O'Donnell
  - In the Heights – Quiara Alegría Hudes
  - Xanadu – Douglas Carter Beane
- 2009: Billy Elliot the Musical – Lee Hall
  - Next to Normal – Brian Yorkey
  - Shrek the Musical – David Lindsay-Abaire
  - [Title of show] – Hunter Bell

### Anni 2010
- 2010: Memphis – Joe DiPietro
  - Everyday Rapture – Dick Scanlan e Sherie Rene Scott
  - Fela! – Jim Lewis e Bill T. Jones
  - Million Dollar Quartet – Colin Escott e Floyd Mutrux
- 2011: The Book of Mormon – Trey Parker, Robert Lopez e Matt Stone
  - Bloody Bloody Andrew Jackson – Alex Timbers
  - The Scottsboro Boys – David Thompson
  - Sister Act – Cheri Steinkellner, Bill Steinkellner e Douglas Carter Beane
- 2012: Once – Enda Walsh
  - Lysistrata Jones – Douglas Carter Beane
  - Nice Work If You Can Get It – Joe DiPietro
  - Newsies – Harvey Fierstein
- 2013: Matilda the Musical – Dennis Kelly
  - Rodgers + Hammerstein's Cinderella – Douglas Carter Beane
  - Kinky Boots – Harvey Fierstein
  - A Christmas Story, the Musical – Joseph Robinette
- 2014: A Gentleman's Guide to Love and Murder – Robert L. Freedman
  - Bullets Over Broadway – Woody Allen
  - Aladdin – Chad Beguelin
  - Beautiful: The Carole King Musical – Douglas McGrath

- 2015: Fun Home – Lisa Kron
  - Something Rotten! – Karey Kirkpatrick & John O'Farrell
  - An American in Paris – Craig Lucas
  - The Visit – Terrence McNally
- 2016: Hamilton – Lin-Manuel Miranda
  - School of Rock – Julian Fellowes
  - Bright Star – Steve Martin
  - Shuffle Along – George C. Wolfe
- 2017: Dear Evan Hansen – Steven Levenson
  - Natasha, Pierre & The Great Comet of 1812 – Dave Malloy
  - Groundhog Day – Danny Rubin
  - Come from Away – David Hein & Irene Sankoff
- 2018: The Band's Visit – Itamar Moses
  - Frozen – Jennifer Lee
  - Mean Girls – Tina Fey
  - SpongeBob SquarePants – Kyle Jarrow
- 2019: Tootsie – Robert Horn
  - Ain’t Too Proud – Dominique Morisseau
  - Beetlejuice – Scott Brown & Anthony King
  - Hadestown – Anaïs Mitchell
  - The Prom – Chad Beguelin & Bob Martin

### Anni 2020
- 2020: Jagged Little Pill – Diablo Cody
  - Moulin Rouge! – John Logan
  - Tina: The Tina Turner Musical – Katori Hall, Frank Ketelaar & Kees Prins
- 2021: La cerimonia non si è tenuta
- 2022: A Strange Loop – Michael R. Jackson
  - Girl from the North Country – Conor McPherson
  - MJ – Lynn Nottage
  - Mr. Saturday Night – Billy Crystal, Lowell Ganz & Babaloo Mandel
  - Paradise Square – Christina Anderson, Craig Lucas & Larry Kirwan

- 2023: Kimberly Akimbo – David Lindsay-Abaire
  - & Juliet - David West Read
  - Shucked – Robert Horn
  - Some Like It Hot – Matthew López e Amber Ruffin
  - New York, New York – David Thompson e Sharon Washington

## Librettisti più premiati
Tre vittorie
- Hugh Wheeler (2 consecutive)
- Thomas Meehan
- James Lapine

Due vittorie
- Terrence McNally
- Larry Gelbart
- Peter Stone
- Michael Stewart

## Record di candidature
5 Candidature
- Michael Stewart

4 Candidature
- Douglas Carter Beane
- James Lapine
- Terrence McNally
- Peter Stone
- Hugh Wheeler

3 Candidature
- Chad Beguelin
- Harvey Fierstein
- Michael John LaChiusa
- George C. Wolfe

2 Candidature
- Walter Bobbie
- Alain Boublil
- Mark Bramble
- Leslie Bricusse
- Betty Comden
- Joe DiPietro
- Bob Fosse
- Larry Gelbart
- Adolph Green
- John Guare
- Rupert Holmes
- Jim Lewis
- Craig Lucas
- Bob Martin
- Thomas Meehan
- Marsha Norman
- Tim Rice
- Dick Scanlan
- Claude-Michel Schönberg
- Neil Simon
- Joseph Stein
- David Thompson
- Melvin Van Peebles
- Andrew Lloyd Webber